# (38053) 1998 XO62
1998 أكس أو 62 (ويعرف أيضًا باسم (38053) 1998 أكس أو 62 وفق تسمية الكوكب الصغير) (بالإنجليزية: 1998 XO62)‏ هو كويكب ضمن حزام الكويكبات؛ وترتيبه 38053 من حيث الاكتشاف.
اكتُشف هذا الجُرم الفلكي بواسطة بحث لنكولن عن الكويكبات القريبة من الأرض في 11 ديسمبر 1998.

## وصلات خارجية
- (38053) 1998 XO62 في قاعدة بيانات مختبر الدفع النفاث لأجرام النظام الشمسي الصغيرة

- الاكتشاف · مخطط المدار ·  العناصر المدارية · المعلمات المادية

- (38053) 1998 XO62 على موقع ويكي سكاي: DSS2, SDSS, GALEX, IRAS, Hydrogen α, X-Ray, Astrophoto, Sky Map, Articles and images